# リトリ
「リトリ」は、kannivalismの1枚目のシングル。

## 解説
- デビューシングルにしてオリコントップ10入りを果たした。
- 初回盤にはDVDが付いている。

## 収録曲
1. リトリ
  - 作詞：兒玉怜／作曲：濱田圭

日本テレビ系『ツボ屋与兵衛』2006年9月度エンディングテーマ
music.jp TVCFソング
2. 白い朝
  - 作詞：兒玉怜／作曲：富山裕地